# Calcio a 5 Manfredonia 2021-2022
La voce raccoglie i dati riguardanti il Calcio a 5 Manfredonia, squadra di calcio a 5 militante in serie A, nelle competizioni ufficiali del 2021-2022.

## Trasferimenti

### Sessione estiva
| Well Pereira         | C.M.B.                   |
| Marco Boaventura     | Petrarca                 |
| Nicola Cutrignelli   | Atletico Cassano         |
| Rodrigo Canabarro    | Feldi Eboli              |
| Umberto Caruso       | Feldi Eboli              |
| Martin Persec        | Cobà                     |
| Michele Palumbo      | Futsal Monte Sant'Angelo |
| Francesco Bartilotti |                          |

| Michele Murgo     | Torremaggiore (in prestito) |
| Ramiro Martinez   | Montesicuro Tre Colli       |
| Nicolas Pineiro   |                             |
| Ruggiero Riondino |                             |
| Conrado Sampaio   | Bethune                     |
| Marco Scigliano   | Città di Cosenza            |
| Mauro Tatulli     |                             |
| Gaku Miyazaki     |                             |

### Sessione invernale
| Diego Moretti       | Petrarca    |
| Adriano Foglia      | Napoli      |
| Matheus Sacon       | Praia Clube |
| Leandro Gonçalves   | Intelli     |
| Edgaras Baranauskas | FK Vip      |

| Rodrigo Canabarro    | Corinthians             |
| Francesco Bartilotti | Sporting Sala Consilina |
| Well Pereira         | BF Magnus               |
| Martin Persec        | Active Network          |

## Prima squadra
| N° | Naz.                   | Ruolo | Sportivo               | Anno       |  |  |
| -- | ---------------------- | ----- | ---------------------- | ---------- |  |  |
| 4  | Italia (bandiera)      | LAT   | Giuseppe Cozzolini     | 10.04.2002 |  |  |
| 5  | Italia (bandiera)      | PIV   | Niccolò Pesante        | 17.09.2002 |  |  |
| 6  | Italia (bandiera)      | DIF   | Ricardo Caputo         | 15.12.1981 |  |  |
| 7  | Italia (bandiera)      | LAT   | Nicola Cutrignelli     | 12.10.1992 |  |  |
| 8  | Italia (bandiera)      | LAT   | Mattia Raguso          | 03.06.1995 |  |  |
| 9  | Argentina (bandiera)   | PIV   | Martin Persec          | 09.05.1988 |  |  |
| 10 | Spagna (bandiera)      | LAT   | Jaouad Boutabouzi      | 04.03.1996 |  |  |
| 11 | Italia (bandiera)      | PIV   | Umberto Caruso         | 24.06.1993 |  |  |
| 12 | Italia (bandiera)      | POR   | Giuseppe Pio Soloperto | 09.08.2000 |  |  |
| 17 | Brasile (bandiera)     | LAT   | Leandro Gonçalves      | 03.05.1982 |  |  |
| 17 | Brasile (bandiera)     | PIV   | Well Pereira           | 15.01.1993 |  |  |
| 19 | Argentina (bandiera)   | DIF   | Agustín Crocco         | 15.06.1994 |  |  |
| 20 | Brasile (bandiera)     | LAT   | Matheus Sacon          | 04.04.1989 |  |  |
| 22 | Italia (bandiera)      | POR   | Francesco Bartilotti   | 07.11.1996 |  |  |
| 27 | Italia (bandiera)      | POR   | Mirko Lupinella        | 26.11.1997 |  |  |
| 32 | Stati Uniti (bandiera) | POR   | Diego Moretti          | 08.09.1982 |  |  |
| 70 | Italia (bandiera)      | LAT   | Marco Boaventura       | 03.05.1991 |  |  |
| 77 | Lituania (bandiera)    | PIV   | Edgaras Baranauskas    | 12.03.1993 |  |  |
| 81 | Italia (bandiera)      | PIV   | Adriano Foglia         | 25.04.1981 |  |  |
| 87 | Brasile (bandiera)     | LAT   | Rodrigo Canabarro      | 03.05.1991 |  |  |

## Under-19
| N° | Naz.              | Ruolo | Sportivo        | Anno       |  |  |
| -- | ----------------- | ----- | --------------- | ---------- |  |  |
| 1  | Italia (bandiera) | POR   | Michele Palumbo | 02.12.2004 |  |  |

## Risultati

### Serie A
|  | Pos. | Squadra     | Pt | G  | V | N | P  | GF | GS  | DR  |
|  | ---- | ----------- | -- | -- | - | - | -- | -- | --- | --- |
|  | 14.  | Manfredonia | 28 | 30 | 7 | 7 | 16 | 71 | 104 | -33 |